# 水域 (漫画)
『水域』（すいいき）は漆原友紀による日本の漫画作品。『月刊アフタヌーン』（講談社）にて、2010年1月号から2010年12月号にかけて連載された。コミックスは2011年に全2巻が講談社から刊行されている。同年、愛蔵版（講談社）全2巻も刊行されている。2018年にはKCデラックス（講談社）から新装版が全2巻が刊行されている。
『蟲師』以来15カ月ぶりの漆原による『月刊アフタヌーン』での連載作品。

## あらすじ
遡上
深山ダムの渇水のため、千波の住む町は給水制限となる。プールは使用できないので水泳部もランニングとなり、暑さのため千波は意識を失う。夢の中で千波は豊かな水を湛えた川で気持ちよさそうに泳ぎ、川に続く斜面には藁ぶきの家が点在している。風呂につかりながら、千波は眠ってしまい、夢の中で再びあの村に行く。小さな滝のある場所で出会った子どもが、千波を自分の家に連れていく。そこには老人がおり、千波はなんとなくこの家がなつかしく感じる。母親の声で目覚めた千波は、祖母の清子のところに行き、夢の話をすると、清子は「それ、ばあちゃんの昔の家じゃないかねえ」と言う。
水郷
千波は居間のソファーで眠ってしまい、夢の中で村の家に行く。千波は子どもと老人の二人だけを見ることのできるようだ。老人から澄夫と呼ばれた子どもも同じことを千波に話す。二人は龍神の滝に向かい、澄夫はこの深山村ではもういつからか分からないくらい前から雨が降り続いていると話す。澄夫は滝壺に深くもぐり、龍の玉を拾い上げ、祠に置き、みんなが帰って来るように願う。そこで千波は目を覚まし、和澄に「あれ...澄夫は」と言うと、彼女の表情がこわばる。
細波
清子が子どものころ、祖母は村にまつわる話を教えてくれた。この谷に逃げ落ちた武者が、滝のところで美しい娘と出会い夫婦になる。しかし、生まれてきた子にはまばらな鱗が生えており、娘は美しい玉を残して姿を消した。その玉はばあちゃんが娘のころまで滝の祠に本当にあった。村の川が荒れ狂ったとき、龍神の怒りを鎮めるため、玉を投げ入れると村は助かったという。 竜巳は出征するとき清子に玉を託し、戻るまで預かってくれと依頼する。清子は竜巳との約束を守り村に留まる。竜巳は戻り、二人は結婚し、長男の澄夫がが生まれる。竜巳は小学生になった澄夫を滝のところに連れて行き、泳げるようになりますようにと祈ると、なぜか澄夫は泳げるようになる。澄夫は川遊びに夢中になり、竜神の滝のところで遊ぶようになり、行方不明となる。
浸水
千波が口にした澄夫という名前が気になり、和澄夫妻は一人暮らしの清子を訪ねる。清子は夢の村があの村に似ていると話しただけであり、和澄も村のことも竜巳のこともまだ話していない。和澄が小学生のころ、村では深山ダム建設計画が公表され、村はダム反対運動が盛り上がる。清子の友人の治美が反対運動のため、息子の透と一緒に村に戻ってくる。深山ダムは「水源地域対策特別措置法」の指定を受け、行政側は皆さんの生活に一切ご苦労をおかけしませんと説明する。補償金につられ、移転に応じる村人が出てくる。竜巳は、澄夫やあの滝を泥で埋めることになるので、最後まで反対すると清子に話す。
蛍
和澄が中学生のころ、大半の村人は移転に応じる。和澄は父母の会話を聞き、滝のところで膝を抱える。水面から少年が顔を出し、和澄は澄夫、お兄ちゃんと声をかけるが、お前のほうが年上じゃと返される。澄夫は滝壺の横穴に龍みたいのがおるんぞと話し、水中に消える。和澄はやっと会えたね、お兄ちゃんとつぶやく。和澄は、透から治美が移転に応じたと聞かせれる。結果的に補償金目当てに戻ってきたことになると透は語る。和澄はもうここにはいたくないと清子に話す。竜巳は村に残り、補償金は和澄のために使えと話す。清子は龍の玉を置き、先にいっとりますと言い残し、町に出る。
水合
渇水はさらに深刻になり、かってそこにあった深山村が見えるようになる。深山村のニュースがかっての村人の記憶を呼び覚ましたようだ。通学中で気を失った千波は、龍神の滝に戻り、澄夫はうれしそうに「おかえり」と声をかける。石橋のところでは、かっての澄夫の友だちが集まっている。清子は和澄が中学生くらいのときの年齢であるが、竜巳は老人の姿である。隣近所の人たちもおり、村はかってのにぎやかさを取り戻す。清子は澄夫に連れられて龍神の祠に向かい、なつかしさのあまり手に取る。翌朝、千波はみんながいなくなっているのに気が付く。昨日のにぎわいは一日限りのものだったようだ。
深淵
千波は病院のベッドで夢の世界から戻れないでいる。澄夫はみんないなくなったことから、龍の玉を千波に渡しながらここにいてくれと頼み、千波はいいよと気楽に答える。村が湖底に沈む前に、和澄と清子は深山村に一人で村に留まっている竜巳に会い、町で一緒に暮らそうと説得する。竜己は村を出ると言いうが、清子たちのお荷物にはなりたくないと姿を消す。清子は千波が深山村から帰れないでいることが分かり、深山ダムに連れて行ってくれと頼む。車で上流に向かう途中、和澄は中学生のころ、よく澄夫に会っていたことを話し、清子は澄夫がみんなの帰りを待っていることが分かる。
湖底
竜巳は千波を起こし、「これ以上、ここにいたら戻れないようになる」と言って、小舟で川を下って行くように言う。しかし、澄夫が指さす先には巨大なダムがそびえている。夜中にダムに着いた清子は、懸命に千波に呼びかける。ダムの底に降りた清子は龍神の祠を見つけ出し、千波を返してくれと祈る。和澄は澄夫の名前を呼びながら「千波を連れて行かないで」と口にする。千波のいる夢の村では降りやまない雨が上がり、太陽が顔を出す。和澄が朝日の中で清子と半分泥に埋まった村を眺めているときに、治美と透が到着し、治美は竜巳が近くの病院にいると告げる。
伏流
竜巳は5年前に工事現場で倒れ、身元が分からないまま入院している。同じ時刻に千波と竜巳は意識を取り戻し、千波はなぜか龍の玉を握りしめている。千波が「おじいちゃん」と声をかけると、「戻れて、えかった」と口にする。竜巳は意識を失ってからずっと深山村の自宅で澄夫と暮らしていたという。町では今までの渇水を埋め合わせるように連日のように雨が降り続く。和澄一家は清子、竜巳と一緒に暮らすようになる。千波は夢の中からもってきた龍の玉を取り出し、これを返しにいこうと話し、4人でダム湖に出かける。竜巳は斜面の異変に気付き、千波を連れ戻そうとして二人とも土砂崩れに巻き込まれる。
氾濫
二人は夢の村にいる。村は増えてくる水に沈んでいくところでであった。龍神の祠の前で二人は澄夫を見つける。千波は龍神の玉を澄夫に手渡し、澄夫は村を大水から守ってくださいと願いながら玉を滝壺に落とす。竜巳が「龍神さん　長いこと　この村を守ってくださり　ありがとうございました　もうここを離れてあるべきところにお還り下さい。そして、できることなら、わしらも一緒にあるべきところに連れて行ってください」と願う。竜巳の願いを聞き届けたのか、滝の水が止まり、滝壺から何かが立ち上っていく。それは、ダム湖の道路にいる清子たちにも見え、清子は思わず龍神さん...とつぶやく。
水天
二人が崩れた竹のところに引っかかっているところを発見される。それ以来、竜巳も千波も夢の村に行くことはなくなる。千波は祖父母と一緒にアルバムを見ながら、村のことを教えてもらう。和澄一家と治美一家は連れ立ってダム湖を見に行く。もう一面の水面に戻っており、竜巳はかって村のあったあたりを指さし、千波は自分のルーツがここであることを実感する。千波の家では平和な時が過ぎ、千波も運転免許を取得し、車を走らせる年齢になる。竜巳は川で釣りをしており、和澄と清子は魚の調理方法を話している。千波は祖父母や母親の中にある村が、自分の中にも水域として存在していると感じる。

## 登場人物
川村 千波（かわむら ちなみ）
中学生、部活は水泳部、グランドで走り込んでいるときに倒れ、不思議な村に行った夢を見る。その後、何回か夢の村を訪れるようになる。
川村 和澄（かわむら かずみ）
千波の母親で旧姓は宮沢。深山村で中学生のころまで育ち、深山ダム建設による立ち退きのため母親と一緒に町に移る。町で結婚し、千波が生まれる。澄夫のことを含め千波には深山村のことはほとんど話してない。
宮沢 竜巳（みやざわ たつみ）
和澄の父親、千波の祖父。先祖代々、深山村で暮らしてきた家に生まれる。戦争で徴兵され、戦後に復員して清子と結婚し、長男澄夫が生まれる。澄夫は小学4年生のときに行方不明となる。その後、長女の和澄が生まれる。澄夫のこともあり深山村に深い愛着あり、立ち退きには最後まで抵抗する。ダム完成の前年に失踪する。
宮沢 清子（みやざわ きよこ）
和澄の母親、千波の祖母。先祖代々、深山村で暮らしてきた家に生まれる。出征する竜巳から「龍の玉」を預けられ、戦争が終わってからもひたすら彼を待ち続ける。ダム建設のため、娘の和澄と一緒に町に移り住み、彼女の結婚により一人暮らしをしている。
治美（はるみ）
正義感が強く小中学校時代は委員長をしていた。町に嫁いでいったが、ダム建設の反対運動が起きると深山村に戻り、反対運動のリーダーとなる。反対運動が下火になると補償金をもらって町に戻り、夫の借金を清算し、息子の透を大学に進学させる。
透（とおる）
治美の息子、和澄が中学生のとき高校生であった。治美がダム建設反対運動に加わっていた時は一緒に深山村で暮らしたが、治美が推進派のスパイと噂され肩身の狭い思いをした。町に戻ってから医学部に進み、医者になる。

## 書誌情報
- 漆原友紀『水域』講談社〈アフタヌーンKC〉、全2巻
  1. 2011年1月21日初版発行[6]（同日発売[7]）、ISBN 978-4-06-310724-1
  2. 2011年1月21日初版発行[8]（同日発売[9]）、ISBN 978-4-06-310725-8
- 漆原友紀『水域 愛蔵版』講談社〈アフタヌーンKC〉、全2巻
  1. 2011年1月発行[10]（1月21日発売[11][12]）、ISBN 978-4-06-364845-4
  2. 2011年1月発行[13]（1月21日発売[11][14]）、ISBN 978-4-06-364846-1
- 漆原友紀『新装版 水域』講談社〈KCデラックス〉、全2巻
  1. 2018年5月発行[15]（5月23日発売[4][16]）、ISBN 978-4-06-511655-5
  2. 2018年5月発行[17]（5月23日発売[4][18]）、ISBN 978-4-06-511656-2